# 白桿兵
白桿兵，是明朝女將軍秦良玉成立的一支軍隊，因持白桿長矛（長槍）為主的軍士而得名。

## 歷史
白桿兵威鎮四方，令四川石柱一帶長年太平無事。在明朝萬曆二十六年（1598年），播州（今貴州省遵義）宣撫使楊應龍勾結當地九個苗人部落舉旗造反，圍攻成都城。他們以播州險峻的地勢和山高水險的優勢作為天然屏障，猖獗一時。當時朝廷派遣李化龍總督四川、貴州以及湖廣各路地方軍合力進剿叛匪，馬千乘與秦良玉率領三千白桿兵清剿叛匪。
萬曆四十四年（1616年），女真族努爾哈赤在赫圖阿拉（今遼寧新賓縣）建立後金向明朝進攻。兩年後，明軍在薩爾滸之戰慘敗。秦良玉於是派其兄秦邦屏與其弟秦民屏率領白桿兵支援遼東軍隊。秦良玉亦都籌馬集糧，保障後勤供應。在渾河之戰中，秦氏兄弟率白桿兵渡過渾河迎戰滿洲兵。當八旗軍得知白桿兵勇悍而長久時都感到膽寒。結果秦邦屏戰死而秦民屏突圍而出，兩千多名白桿兵也戰死沙場。
崇禎三年（1630年），皇太極攻陷榆關未逐，便率領十萬清軍繞道萬里長城的喜峰口進攻。當他攻陷遵化後，抵達北京城城外連續攻陷永平四城。清兵其後直奔通州，秦良玉應明廷鎮邊勤王的詔旨帶領其白桿兵日夜趕往京師擊退清兵。又白桿兵助秦良玉接連收復了灤州、永平、遷安及遵化四城，解救了京城之圍。崇禎帝後來召見秦良玉。不但下詔褒美其功績，亦賞賜彩幣羊酒，並賦詩四首以彰顯其領白桿兵退敵的功績。

## 武器
秦良玉根據四川的地勢特點創製白桿長矛，用結實而不需要染色的白蠟木做成長桿。桿上配帶刃的鉤，下配堅硬的鐵環。在作戰的時候，白桿的鉤可砍可拉，鐵環就可以用作錘擊武器。而數十支長矛鉤環相接之後能夠協助白桿兵爬越懸崖峭壁或攀牆，適用於山地作戰。

## 外部連結
- 歷史探密／驚！明永樂帝曾舉辦 震驚世界大閱兵，今日新聞，2015年2月18日 （页面存档备份，存于）
- 古代女兵在戰場有什麼特殊服務？，中時電子報，2015年12月21日 （页面存档备份，存于）